# Uruguay op het wereldkampioenschap voetbal 1954
Uruguay was een van de deelnemende landen aan het wereldkampioenschap voetbal 1954 in Zwitserland. Het was de derde deelname voor het land aan een wereldkampioenschap. Uruguay werd de twee vorige keren wereldkampioen en was de titelverdediger in 1954. Uruguay werd uiteindelijk vierde.

## Kwalificatie
Uruguay kwalificeerde zich automatisch als titelverdediger.

## Toernooi

### Groepsfase
Regerend wereldkampioen Uruguay plaatste zich gemakkelijk voor de kwartfinales na 2 overwinningen op Schotland en Tsjecho-Slowakije.
| Land              | Wed | Win | Gel | Ver | DV | DT | +/− | Pnt |
| ----------------- | --- | --- | --- | --- | -- | -- | --- | --- |
| Oostenrijk¹       | 2   | 2   | 0   | 0   | 6  | 0  | +6  | 4   |
| Uruguay¹          | 2   | 2   | 0   | 0   | 9  | 0  | +9  | 4   |
| Tsjecho-Slowakije | 2   | 0   | 0   | 2   | 0  | 7  | –7  | 0   |
| Schotland         | 2   | 0   | 0   | 2   | 0  | 8  | –8  | 0   |

¹ Oostenrijk groepswinnaar na loting
|                                             |                           |                  |                   |                                                                              |
| 16 juni 1954 «onderlinge duels» 18:00 (CET) | Uruguay                   | 2 – 0            | Tsjecho-Slowakije | Wankdorf, Bern Toeschouwers: 20.500 Scheidsrechter: Arthur Ellis ( Engeland) |
| 16 juni 1954 «onderlinge duels» 18:00 (CET) | Míguez 72' Schiaffino 81' | wedstrijdverslag |                   | Wankdorf, Bern Toeschouwers: 20.500 Scheidsrechter: Arthur Ellis ( Engeland) |

|                                             |                                                       |                  |           |                                                                                         |
| 19 juni 1954 «onderlinge duels» 16:50 (CET) | Uruguay                                               | 7 – 0            | Schotland | St. Jakob Park, Bazel Toeschouwers: 43.000 Scheidsrechter: Vincenzo Orlandini ( Italië) |
| 19 juni 1954 «onderlinge duels» 16:50 (CET) | Borges 17', 47', 57' Míguez 30', 83' Abbadie 54', 85' | wedstrijdverslag |           | St. Jakob Park, Bazel Toeschouwers: 43.000 Scheidsrechter: Vincenzo Orlandini ( Italië) |

### Kwartfinale
Uruguay plaatste zich voor de halve finales na 4-2 winst op Engeland
|                                             |                                                 |                  |                          |                                                                                             |
| 26 juni 1954 «onderlinge duels» 17:00 (CET) | Uruguay                                         | 4 – 2            | Engeland                 | St. Jakob Park, Bazel Toeschouwers: 35.000 Scheidsrechter: Carl Erich Steiner ( Oostenrijk) |
| 26 juni 1954 «onderlinge duels» 17:00 (CET) | Borges 5' Varela 39' Schiaffino 46' Ambrois 78' | wedstrijdverslag | Lofthouse 16' Finney 67' | St. Jakob Park, Bazel Toeschouwers: 35.000 Scheidsrechter: Carl Erich Steiner ( Oostenrijk) |

### Halve finale
Topfavoriet Hongarije, nog steeds zonder Puskás moest weer tegen een Zuid-Amerikaanse topploeg spelen om de finale te halen: Uruguay. Deze wedstrijd was echter stukken sportiever en Uruguay was van plan hun titel waardig te verdedigen. Hongarije nam een 2-0 voorsprong, maar die werd tenietgedaan door twee treffers van Hohberg. Deze speler werd door zijn spelers zo zwaar geknuffeld dat hij bijna niet meer kon ademhalen. In de verlenging waren er veel kansen voor beide ploegen, maar uiteindelijk was het gouden hoofd van Sándor Kocsis beslissend: 4-2 verlies voor Uruguay.
|                                             |                                            |                  |                  | |
| 30 juni 1954 «onderlinge duels» 18:00 (CET) | Hongarije                                  | 4 – 2 (nv)       | Uruguay          | Stade Olympique de la Pontaise, Lausanne Toeschouwers: 37.000 Scheidsrechter: Benjamin Griffiths ( Wales) |
| 30 juni 1954 «onderlinge duels» 18:00 (CET) | Czibor 13' Hidegkuti 46' Kocsis 111', 116' | wedstrijdverslag | Hohberg 75', 86' | Stade Olympique de la Pontaise, Lausanne Toeschouwers: 37.000 Scheidsrechter: Benjamin Griffiths ( Wales) |

### Troostfinale
Uruguay kon hun toernooi niet verzilveren met een bronzen medaille; Oostenrijk won van Uruguay met 3-1.
|                                            |             |                  |                                                 |                                                                                              |
| 3 juli 1954 «onderlinge duels» 17:00 (CET) | Uruguay     | 1 – 3            | Oostenrijk                                      | Hardturm Stadium, Zürich Toeschouwers: 35.000 Scheidsrechter: Raymon Wyssling ( Zwitserland) |
| 3 juli 1954 «onderlinge duels» 17:00 (CET) | Hohberg 22' | wedstrijdverslag | Stojaspal 16' (pen.) Cruz 59' (e.d.) Ocwirk 89' | Hardturm Stadium, Zürich Toeschouwers: 35.000 Scheidsrechter: Raymon Wyssling ( Zwitserland) |

AUF · A-internationals · Selecties · Bondscoaches · Uruguayaans vrouwenelftal · Olympisch elftal · Uruguay U21 · Uruguay U20 · Uruguay U19 · Uruguay U18 · Uruguay U17
1900 – 1909 ·
1910 – 1919 ·
1920 – 1929 ·
1930 – 1939 ·
1940 – 1949 ·
1950 – 1959 ·
1960 – 1969 ·
1970 – 1979 ·
1980 – 1989 ·
1990 – 1999 ·
2000 – 2009 ·
2010 – 2019 ·
2020 – 2029
WK 1930 · 
WK 1950 · 
WK 1954 · 
WK 1962 · 
WK 1966 · 
WK 1970 ·
WK 1974 · 
WK 1986 · 
WK 1990 · 
WK 2002 · 
WK 2010 · 
WK 2014 · 
WK 2018
OS 1924 · 
OS 1928 ·
OS 2012
1902 · 
1903 · 
1904 · 
1905 · 
1906 · 
1907 · 
1908 · 
1909 ·
1910 · 
1911 · 
1912 · 
1913 · 
1914 · 
1915 · 
1916 · 
1917 · 
1918 · 
1919 ·
1920 · 
1921 · 
1922 · 
1923 · 
1924 · 
1925 · 
1926 · 
1927 · 
1928 · 
1929 ·
1930 · 
1931 · 
1932 · 
1933 · 
1934 · 
1935 · 
1936 · 
1937 · 
1938 · 
1939 ·
1940 · 
1941 · 
1942 · 
1943 · 
1944 · 
1945 · 
1946 · 
1947 · 
1948 · 
1949 ·
1950 · 
1951 · 
1952 · 
1953 · 
1954 · 
1955 · 
1956 · 
1957 · 
1958 · 
1959 ·
1960 · 
1961 · 
1962 · 
1963 · 
1964 · 
1965 · 
1966 · 
1967 · 
1968 · 
1969 ·
1970 · 
1971 · 
1972 · 
1973 · 
1974 · 
1975 · 
1976 · 
1977 · 
1978 · 
1979 ·
1980 · 
1981 · 
1982 · 
1983 · 
1984 · 
1985 · 
1986 · 
1987 · 
1988 · 
1989 ·
1990 ·
1991 · 
1992 · 
1993 · 
1994 · 
1995 · 
1996 · 
1997 · 
1998 · 
1999 · 
2000 · 
2001 · 
2002 · 
2003 · 
2004 · 
2005 · 
2006 · 
2007 · 
2008 · 
2009 · 
2010 · 
2011 · 
2012 · 
2013 · 
2014 · 
2015 · 
2016 ·
2017 ·
2018 ·
2019 ·
2020 ·
2021 ·
2022 ·
2023 ·
2024
Algerije ·
Angola ·
Argentinië ·
Australië ·
België ·
Bolivia ·
Brazilië ·
Bulgarije ·
Canada ·
Chili ·
China ·
Colombia ·
Costa Rica ·
Cuba ·
DDR ·
Denemarken ·
Duitsland ·
Ecuador ·
Egypte ·
Engeland ·
Estland ·
 Finland ·
Frankrijk ·
Georgië ·
Ghana ·
Guatemala ·
Haïti ·
Honduras ·
Hongarije ·
Ierland ·
India ·
Indonesië ·
Irak ·
Iran ·
Israël ·
Italië ·
Ivoorkust ·
Jamaica ·
Japan ·
Joegoslavië ·
Jordanië ·
Libië ·
Luxemburg ·
Maleisië ·
Mexico ·
Marokko ·
Nederland ·
Nicaragua ·
Nieuw-Zeeland ·
Nigeria ·
Noord-Ierland ·
Noorwegen ·
Oekraïne ·
Oezbekistan ·
Oman ·
Oostenrijk ·
Panama ·
Paraguay ·
Peru ·
Polen ·
Portugal ·
Roemenië ·
Rusland ·
Saarland ·
Saoedi-Arabië ·
Schotland ·
Senegal ·
Servië & Montenegro ·
Singapore ·
Slovenië ·
Sovjet-Unie ·
Spanje ·
Tahiti ·
Thailand ·
Trinidad en Tobago · 
Tsjechië ·
Tsjecho-Slowakije ·
Tunesië · 
Turkije ·
Venezuela ·
Verenigde Arabische Emiraten ·
Verenigde Staten ·
Wales ·
Zuid-Afrika ·
Zuid-Korea ·
Zweden ·
Zwitserland
Argentinië (1986) ·
België (1990) ·
Brazilië (1950) · 
Colombia (2014) ·
Costa Rica (2014) ·
Denemarken (1986) ·
Denemarken (2002) ·
Duitsland (2010) ·
Egypte (2018) ·
Engeland (2014) ·
Frankrijk (2002) ·
Frankrijk (2010) ·
Frankrijk (2018) ·
Ghana (2010) ·
Italië (1990) ·
Italië (2014) ·
Mexico (2010) ·
Nederland (1974) ·
Nederland (2010) ·
Portugal (2018) ·
Rusland (2018) ·
Saoedi-Arabië (2018) ·
Schotland (1986) ·
Senegal (2002) ·
Spanje (1990) ·
West-Duitsland (1986) ·
Zuid-Afrika (2010) ·
Zuid-Korea (1990) ·
Zuid-Korea (2010)